# Platylabus arcticus
Platylabus arcticus är en stekelart som beskrevs av Per Abraham Roman 1924. Platylabus arcticus ingår i släktet Platylabus och familjen brokparasitsteklar. Inga underarter finns listade i Catalogue of Life.